# Old Firm
Old Firm (рус. Старая Фирма, Дерби Старой Фирмы) — историческое противостояние шотландских футбольных клубов «Селтика» и «Рейнджерс», располагающихся в крупнейшем городе страны — Глазго.
Происхождение названия данного дерби неизвестно. Одна теория утверждает, что выражение ведёт своё начало со дня первого матча между клубами, то есть 1888 года, поэтому и найти истину невозможно. Однако шотландский историк футбола Уильям Мюррей полагает, что «Старая Фирма» обязана своим названием коммерческими доходами команд от встреч между собой, которые являются рекордными в стране. Ещё по одной версии данное имя для глазговского дерби было придумано с целью демонстрации доминирующего положения клубов в местном футболе.
К декабрю 2017 года «Рейнджерс» и «Селтик» выиграли на двоих 70 Кубков Шотландии, 44 Кубка лиги, 102 титула чемпионов страны. За последние 50 лет (с 1966 года) господство клубов на высшей ступени пьедестала в чемпионате прерывалось всего двумя клубами — в середине 80-х годов на футбольную авансцену британского государства вышли представители так называемой «Новой Фирмы» (англ. New Firm), команды «Абердин» и «Данди Юнайтед».
По состоянию на 17 октября 2020 года «Рейнджерс» и «Селтик» провели между собой 420 официальных матчей, 163 победы в них одержали футболисты «джерс», 158 — «кельты», 99 поединков завершились с ничейным результатом. В каждом сезоне клубы встречаются по четыре раза в рамках чемпионата страны, к этим играм иногда могут добавляться поединки обоих кубков Шотландии.
Оба клуба имеют внушительную поддержку со стороны болельщиков, причём не только в Глазго, но и по всему миру. Продажа прав на телетрансляции поединков «Old Firm» приносит в бюджет «горской» страны 120 миллионов фунтов стерлингов ежегодно.

## История противостояния

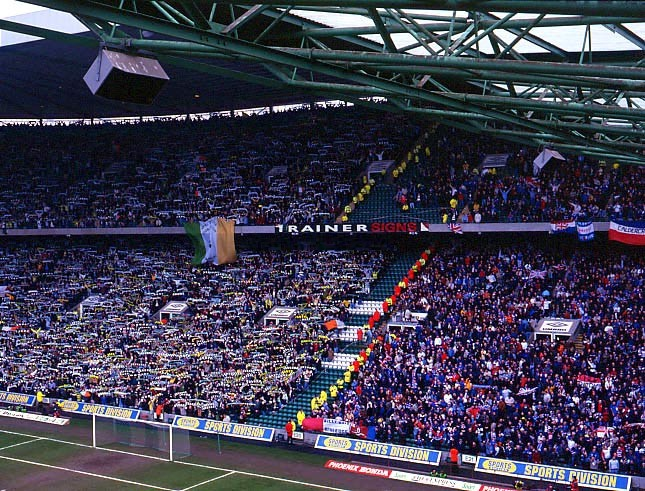
Болельщики «Селтика» и «Рейнджерс», разделённые полицейским кордоном, на одном из матчей дерби.

«Old Firm» в Шотландии — это больше, чем обычное футбольное дерби. Это связано с целым рядом политических и религиозных разногласий между болельщиками клубов — в основном, это различия по вопросам веры (католицизм и протестантизм) и вопросам единой Великобритании (лоялизм Ольстера и ирландский республиканизм). Истоки этих проблем нужно искать ещё в XVI веке, когда в Шотландии развернулась настоящая вооружённая и политическая борьба между сторонниками Папства и приверженцами Реформации. После продолжительного противостояния верх взяли вторые, как итог горская страна стала пресвитерианской, то есть протестантской. В 1560 году Шотландский парламент принял закон, объявивший католицизм вне закона. В середине XIX века Глазго наводнили беженцы-ирландцы, спасающиеся от Великого картофельного голода, произошедшего в их стране. Практически не встречая недовольства со стороны коренных жителей города, гости с Изумрудного острова быстро сформировали обширную диаспору, всячески поддерживающую своих земляков. Шотландцы слишком поздно поняли, что ирландцы набрали на их земле большую силу — стихийно вспыхнувшие столкновения ни к чему не привели. В это же время вновь зарождается ненависть между протестантами и католиками в Глазго, которую подкрепили ещё и национальные противоречия.
В 1873 году «коренные» глазгианцы основывают клуб «Рейнджерс». Через 14 лет католический священник брат Уолфрид, ирландец по национальности, собирает команду, получившую название «Селтик». Первичная идея образования «кельтов» (как впрочем и другого проирландского коллектива — «Хиберниана») — проведение матчей с целью привлечения средств для бедных и обездоленных жителей востока Глазго — района, где поселились соотечественники Уолфрида. Вскоре «бело-зелёные» получили почти 100-процентную поддержку от ирландского населения города.

До недавнего времени среди фанатов «джерс» была очень популярна «Песня о голоде», напоминающая про эти времена и оскорбляющая глазговских ирландцев: 
Я часто думаю, где б они все были, если б мы их не приютили, не вымыли их, тысячи ирландцев в Глазго… Теперь их паписты сидят в Риме, у них есть Боно и U2, а голод закончился, так почему бы им не убраться домой?
 В начале XXI века Шотландский парламент запретил публичное воспроизведение «Песни…», сочтя её «расистской». Болельщики «Селтика» не оставались внакладе — до сих пор на секторе «кельтов» звучат речовки и песни, прославляющие Ирландскую республиканскую армию. Во время дерби «Old Firm» на трибунах «Селтика» практически не увидишь флаг Шотландии: поклонники «бело-зелёных», подчёркивая ирландское происхождение своего клуба, вывешивают триколор этой страны. Фанаты «джерс» предпочитают демонстрировать свою приверженность к единой Британии, украшая свою «террасу» большим количеством стягов Union Jack.
Первое серьёзное столкновение между поклонниками глазговских коллективов произошло 17 апреля 1909 года, когда оппоненты устроили крупную потасовку во время переигровки финального матча Кубка Шотландии. В 1980 году фанаты «Селтика» и «Рейнджерс» сошлись в рукопашной схватке прямо на поле стадиона «Хэмпден Парк», где их команды проводили решающий поединок того же трофея. Драка приняла массовый характер, и полиции стоило немало усилий заставить её прекратиться. Спустя два часа после начала беспорядков поединок был всё же доигран — «кельты» победили со счётом 1:0. В мае 1999 года снаряд из ракетницы, запущенный из сектора болельщиков «Селтика», попал в голову главному судье матча Хью Далласу. К счастью, серьёзных последствий для здоровья арбитра этот инцидент не имел — после оказания ему помощи игра была продолжена. В том же поединке по меньшей мере четыре раза агрессивно настроенные фанаты «Селтика» пытались прорваться на поле, чтобы выяснить с Далласом отношения, который, по их мнению, судил матч с явной благосклонностью к «Рейнджерс». Инциденты на этом не исчерпались — всю встречу болельщики «кельтов» обкидывали различными предметами и обстреливали из ракетниц участников дерби и оппонентов — поклонников «джерс». Шотландская футбольная ассоциация, расследовав этот эпизод, наложила на «Селтик» рекордный штраф и пригрозила, что повторение подобных вещей, может привести к недопущению фанатов на матчи «бело-зелёных».
Сложные взаимоотношения болельщиков наложили свой отпечаток и на отношение к тем футболистам, которым за свою карьеру удавалось поиграть за оба клуба. До 1912 года противостояние было не столь яростным, поэтому переходы из «Селтика» в «Рейнджерс» или обратно не вызывали большого резонанса в среде фанатов. После того, как ненависть поклонников глазговских клубов начала выплёскиваться за рамки мирного боления, игроки, решившиеся на переход в стан злейшего врага, подвергались жесточайшей обструкции. В ряде случаев, дело доходило до прямых угроз здоровью и даже жизни футболиста. Показателен в этом пример нападающего Мо Джонстона. С 1984 по 1987 год форвард выступал за «Селтик», затем последовали два года во французском «Нанте», и в 1989 году Мо вернулся в Шотландию, подписав контракт с «Рейнджерс». Этот шаг вызвал бурю недовольства по обе стороны баррикад — поклонники «кельтов» обвиняли Джонстона в предательстве, фанаты «джерс» в знак протеста против прихода в их стан бывшего игрока «бело-зелёных» и к тому же ещё и католика, публично у стадиона «Айброкс» жгли сезонные абонементы и клубные шарфы. Но не только болельщиков захватывали антикатолические и антипротестантские настроения — широки были случаи, когда руководства глазговских команд разрывали контракты с футболистами лишь из-за того, что они были «неправильной» религиозной направленности. Главный тренер «джерс» середины 70-x годов XX века, Джок Уоллес, ввёл традицию настраивать своих игроков командным кличем «Не сдаваться!» (англ. No surrender!), то есть футболисты «Рейнджерс» в точности повторяли девиз североирландских протестантов-унионистов.
В этой череде событий особняком стоит лишь один человек — футболист и легендарный тренер «Селтика», Джок Стейн, под руководством которого «кельты» выиграли Кубок европейских чемпионов 1967 года. Всё дело в том, что Стейн был непримиримым протестантом, никогда не скрывавшим своих религиозных взглядов. Но своим самопожертвованием работе и непоколебимостью собственных аксиом жизни он заслужил уважение обоих клубов «Старой Фирмы».

В дни дерби полиция Глазго переходит на усиленный контроль несения службы. Часты столкновения между болельщиками клубов, которые нередко заканчиваются летальными исходами. По сообщениям шотландского министерства здравоохранения число поступающих людей в больницы Глазго в дни проведения «Old Firm» увеличивается в девять раз по сравнению с обычными уик-эндами. Наиболее ярко обстановку вокруг дерби охарактеризовал начальник шотландской полиции Лес Грей, заявивший в начале марта 2011 года следующее: 
У нас просто нет достаточного количества денег и ресурсов для обеспечения должной безопасности. Всем участникам этих дерби нужно сесть и изучить ситуацию. Нужно что-то делать. Это безумие не может продолжаться. Я не знаю, каким должно быть решение. Я понимаю, что игру невозможно отменить. Но, возможно, стоит проводить её при пустых трибунах. То, что происходит на поле, воспроизводится потом по всей Шотландии — на улицах, в пабах, в домах. Так продолжаться не может. После игр творится просто ужас, какой-то бедлам. Когда идёшь домой, то повсюду слышны сирены полицейских машин и карет скорой помощи. Это похоже на зону боевых действий… Каждый, кто выходит на улицу после этого дерби, рискует своей жизнью. Мне отвратительно поведение игроков и сотрудников клубов. Если бы они отправились в королевский госпиталь Глазго, то увидели бы, к чему приводят их глупые действия. Если вы взглянете на расходы полиции, то поймёте, что так продолжаться не может. Полиции каждый матч обходится в 200 тысяч евро, но это достаточно условная сумма. Семь игр между «Селтиком» и «Рейнджерс» в нынешнем сезоне, включая расходы полиции, больниц и остальных служб, будут стоить налогоплательщикам 40 миллионов евро.

## Статистика

### Матчи дерби
| Рейнджерс                          | 3:2 | Селтик                  |
| ---------------------------------- | --- | ----------------------- |
| Мур 10′ · Р. Де Бур 35′ · Молс 40′ |     | Саттон 1′ · Хартсон 61′ |

| Селтик      | 1:0 | Рейнджерс |
| ----------- | --- | --------- |
| Хартсон 58′ |     |           |

| Селтик      | 1:2 | Рейнджерс                    |
| ----------- | --- | ---------------------------- |
| Ларссон 57′ |     | Каниджа 23′ · Лёвенкранс 35′ |

| Рейнджерс     | 1:2 | Селтик                           |
| ------------- | --- | -------------------------------- |
| Р. Де Бур 57′ |     | Томпсон 29′ (пен.) · Хартсон 43′ |

| Рейнджерс | 0:1 | Селтик                 |
| --------- | --- | ---------------------- |
|           |     | Хизанишвили 46′ (авт.) |

| Селтик                               | 3:0 | Рейнджерс |
| ------------------------------------ | --- | --------- |
| Петров 19′ · Варга 60′ · Томпсон 84′ |     |           |

| Селтик      | 1:0 | Рейнджерс |
| ----------- | --- | --------- |
| Ларссон 53′ |     |           |

| Рейнджерс      | 1:2 | Селтик                       |
| -------------- | --- | ---------------------------- |
| С. Томпсон 82′ |     | Ларссон 20′ · А. Томпсон 52′ |

| Селтик     | 1:0 | Рейнджерс |
| ---------- | --- | --------- |
| Саттон 90′ |     |           |

| Селтик      | 1:0 | Рейнджерс |
| ----------- | --- | --------- |
| Томпсон 85′ |     |           |

| Рейнджерс                 | 2:1 (д.в.) | Селтик      |
| ------------------------- | ---------- | ----------- |
| Пршо 85′ · Арвеладзе 100′ | Протокол   | Хартсон 66′ |

| Рейнджерс                  | 2:0      | Селтик |
| -------------------------- | -------- | ------ |
| Ново 15′ (пен.) · Пршо 36′ | Протокол |        |

| Селтик                   | 2:1      | Рейнджерс  |
| ------------------------ | -------- | ---------- |
| Саттон 37′ · Хартсон 77′ | Протокол | Риксен 47′ |

| Селтик | 0:2      | Рейнджерс              |
| ------ | -------- | ---------------------- |
|        | Протокол | Виньяль 71′ · Ново 82′ |

| Рейнджерс   | 1:2      | Селтик                   |
| ----------- | -------- | ------------------------ |
| Томпсон 88′ | Протокол | Петров 21′ · Беллами 34′ |

| Рейнджерс                                | 3:1      | Селтик            |
| ---------------------------------------- | -------- | ----------------- |
| Пршо 34′ · Буффель 51′ · Ново 88′ (пен.) | Протокол | Малони 86′ (пен.) |

| Селтик                       | 2:0      | Рейнджерс |
| ---------------------------- | -------- | --------- |
| Малони 26′ · Клос 56′ (авт.) | Протокол |           |

| Селтик                                 | 3:0      | Рейнджерс |
| -------------------------------------- | -------- | --------- |
| Хартсон 12′ · Бальде 56′ · Макгиди 61′ | Протокол |           |

| Рейнджерс | 0:1      | Селтик        |
| --------- | -------- | ------------- |
|           | Протокол | Журавский 12′ |

| Селтик | 0:0      | Рейнджерс |
| ------ | -------- | --------- |
|        | Протокол |           |

| Селтик                    | 2:0      | Рейнджерс |
| ------------------------- | -------- | --------- |
| Гравесен 35′ · Миллер 74′ | Протокол |           |

| Рейнджерс   | 1:1      | Селтик       |
| ----------- | -------- | ------------ |
| Хемдани 88′ | Протокол | Гравесен 38′ |

| Селтик | 0:1      | Рейнджерс  |
| ------ | -------- | ---------- |
|        | Протокол | Эхиогу 50′ |

| Рейнджерс           | 2:0      | Селтик |
| ------------------- | -------- | ------ |
| Бойд 34′ · Адам 55′ | Протокол |        |

| Селтик                     | 2:4      | Рейнджерс                               |
| -------------------------- | -------- | --------------------------------------- |
| Самарас 39′ · Накамура 90′ | Протокол | Кузен 37′ · Миллер 52′ 79′ · Мендеш 62′ |

| Рейнджерс | 0:1      | Селтик         |
| --------- | -------- | -------------- |
|           | Протокол | Макдональд 58′ |

| Селтик | 0:0      | Рейнджерс |
| ------ | -------- | --------- |
|        | Протокол |           |

| Рейнджерс | 0:2 (д.в.) | Селтик                         |
| --------- | ---------- | ------------------------------ |
|           | Протокол   | О’Ди 91′ · Макгиди 120′ (пен.) |

| Рейнджерс | 1:0      | Селтик |
| --------- | -------- | ------ |
| Дэвис 37′ | Протокол |        |

| Рейнджерс     | 2:1      | Селтик             |
| ------------- | -------- | ------------------ |
| Миллер 8′ 16′ | Протокол | Макгиди 25′ (пен.) |

| Селтик         | 1:1      | Рейнджерс     |
| -------------- | -------- | ------------- |
| Макдональд 79′ | Протокол | Маккаллох 81′ |

| Рейнджерс | 1:0      | Селтик |
| --------- | -------- | ------ |
| Эду 90′   | Протокол |        |

| Селтик                  | 2:1      | Рейнджерс  |
| ----------------------- | -------- | ---------- |
| Нейлор 8′ · Фортюне 45′ | Протокол | Миллер 43′ |

| Селтик      | 1:3      | Рейнджерс                                 |
| ----------- | -------- | ----------------------------------------- |
| Хупер 45+1′ | Протокол | Ловенс (авт.) 49′ · Миллер 55′ 67′ (пен.) |

| Рейнджерс | 0:2      | Селтик                 |
| --------- | -------- | ---------------------- |
|           | Протокол | Самарас 62′ 70′ (пен.) |

| Рейнджерс                     | 2:2      | Селтик                  |
| ----------------------------- | -------- | ----------------------- |
| Несс 3′ · Уиттакер 41′ (пен.) | Протокол | Коммонс 15′ · Браун 65′ |

| Селтик                      | 3:0      | Рейнджерс |
| --------------------------- | -------- | --------- |
| Хупер 17′ 28′ · Коммонс 70′ | Протокол |           |

| Селтик     | 1:0      | Рейнджерс |
| ---------- | -------- | --------- |
| Уилсон 48′ | Протокол |           |

| Селтик    | 1:2 (д.в.) | Рейнджерс              |
| --------- | ---------- | ---------------------- |
| Ледли 31′ | Протокол   | Дэвис 24′ · Елавич 98′ |

| Рейнджерс | 0:0      | Селтик |
| --------- | -------- | ------ |
|           | Протокол |        |

| Рейнджерс                                     | 4:2      | Селтик                      |
| --------------------------------------------- | -------- | --------------------------- |
| Нейсмит 22′ 90+2′ · Елавич 55′ · Лафферти 67′ | Протокол | Хупер 34′ · Эль-Каддури 41′ |

| Селтик    | 1:0      | Рейнджерс |
| --------- | -------- | --------- |
| Ледли 52′ | Протокол |           |

| Рейнджерс                          | 3:2      | Селтик                         |
| ---------------------------------- | -------- | ------------------------------ |
| Алуко 11′ · Литтл 72′ · Уоллес 77′ | Протокол | Браун 89′ (пен.) · Рогне 90+2′ |

| Селтик                               | 3:0      | Рейнджерс |
| ------------------------------------ | -------- | --------- |
| Малгрю 17′ · Коммонс 31′ · Хупер 54′ | Протокол |           |

| Селтик                     | 2:0      | Рейнджерс |
| -------------------------- | -------- | --------- |
| Гриффитс 10′ · Коммонс 31′ | Протокол |           |

| Рейнджерс               | 2:2 (д.в.) | Селтик                     |
| ----------------------- | ---------- | -------------------------- |
| Миллер 16′ · Маккей 96′ | Протокол   | Святченко 50′ · Рогич 106′ |

| Селтик                                              | 5:1      | Рейнджерс  |
| --------------------------------------------------- | -------- | ---------- |
| Дембеле 33′ 42′ 83′ · Синклер 61′ · Армстронг 90+2′ | Протокол | Гарнер 44′ |

| Рейнджерс | 0:1      | Селтик      |
| --------- | -------- | ----------- |
|           | Протокол | Дембеле 87′ |

| Рейнджерс  | 1:2      | Селтик                    |
| ---------- | -------- | ------------------------- |
| Миллер 12′ | Протокол | Дембеле 33′ · Синклер 70′ |

| Селтик        | 1:1      | Рейнджерс |
| ------------- | -------- | --------- |
| Армстронг 35′ | Протокол | Хилл 87′  |

| Рейнджерс                          | 2:0      | Селтик |
| ---------------------------------- | -------- | ------ |
| Макгрегор 11′ · Синклер 51′ (пен.) | Протокол |        |

| Рейнджерс  | 1:5      | Селтик                                                                     |
| ---------- | -------- | -------------------------------------------------------------------------- |
| Миллер 81′ | Протокол | Синклер 7′ (пен.) · Гриффитс 18′ · Макгрегор 52′ · Бойата 66′ · Лустиг 87′ |

| Рейнджерс | 0:2      | Селтик                   |
| --------- | -------- | ------------------------ |
|           | Протокол | Рогич 50′ · Гриффитс 65′ |

| Селтик | 0:0      | Рейнджерс |
| ------ | -------- | --------- |
|        | Протокол |           |

(откорректировано по состоянию на 30 декабря 2017)

### Сводная статистика
| Турнир              | Игры | Победы «Рейнджерс» | Ничьи | Победы «Селтика» |
| ------------------- | ---- | ------------------ | ----- | ---------------- |
| Чемпионат Шотландии | 310  | 119                | 87    | 104              |
| Кубок Шотландии     | 50   | 16                 | 10    | 24               |
| Кубок лиги          | 49   | 24                 | 2     | 23               |
| Всего матчей        | 409  | 159                | 99    | 151              |

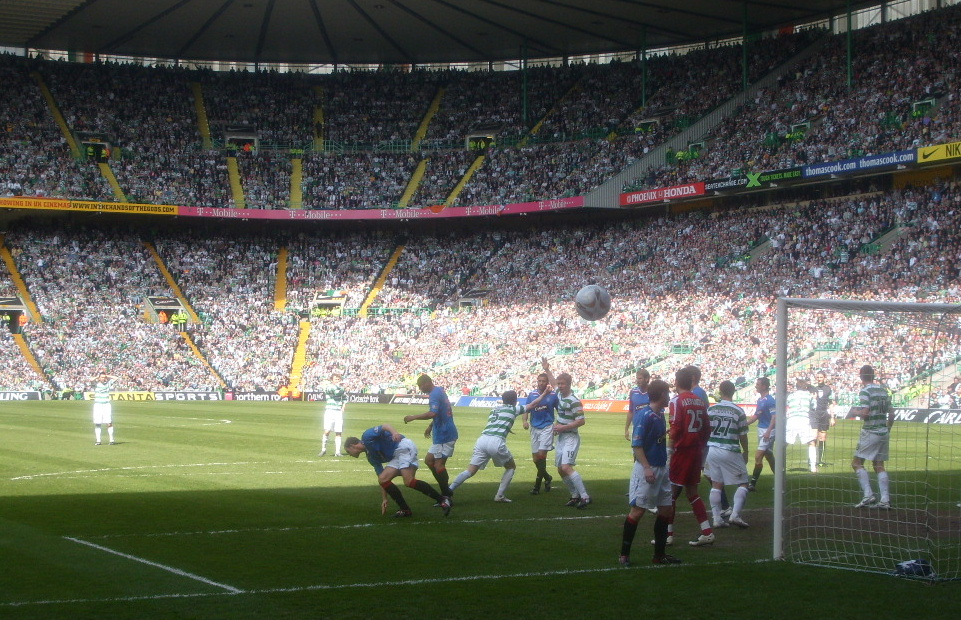
Матч дерби «Old Firm» в 2008 году

(откорректировано по состоянию на 30 декабря 2017)
Источник: Soccerbase

## Футболисты, игравшие за оба клуба
Трансферы межу клубами «Old Firm» редки — за 124-летнюю историю противостояния лишь 18 игроков выступали во время своей карьеры за оба глазговских коллектива.
| Игрок             | Выступления за «Селтик» | Выступления за «Рейнджерс» |
| ----------------- | ----------------------- | -------------------------- |
| Том Данбар        | 1888—1891 1892—1898     | 1891—1892                  |
| Аллан Мартин      | 1895—1896               | 1891—1892                  |
| Джордж Ливингстон | 1901—1902               | 1906—1909                  |
| Алекс Беннетт     | 1903—1908               | 1908—1918                  |
| Том Синклер       | 1906—1907               | 1904—1906                  |
| Роберт Кэмпбелл   | 1905—1906               | 1906—1914                  |
| Хью Шоу           | 1906—1907               | 1905—1906                  |
| Вилли Кивличан    | 1907—1911               | 1905—1907                  |
| Дэвид Тейлор      | 1918—1919               | 1906—1911                  |
| Дейви Маклин      | 1907—1909               | 1918—1919                  |
| Скотт Данкан      | 1918—1919               | 1913—1918                  |
| Джеймс Янг        | 1917—1918               | 1917—1918                  |
| Крейг Талли       | 1919—1922               | 1923—1935                  |
| Альфи Конн        | 1977—1979               | 1968—1974                  |
| Мо Джонстон       | 1984—1987               | 1989—1992                  |
| Стивен Прессли    | 2006—2008               | 1990—1994                  |
| Марк Браун        | 2007—2010               | 1999—2001                  |
| Кенни Миллер      | 2006—2007               | 2000—2001 2008—2011 2014—  |

## Цифры и факты
- Первое дерби «Old Firm» состоялось 28 мая 1888 года. В присутствии двух тысяч болельщиков «кельты» уверенно победили со счётом 5:2[3].
- Наибольшая аудитория, наблюдающая матч дерби, была зафиксирована 26 апреля 1969 года. В тот день финальный поединок Кубка Шотландии, проходивший на стадионе «Хэмпден Парк», смотрели 132 870 болельщиков[3].
- 2 января 1939 года болельщики глазговских клубов поставили британский рекорд по посещаемости матча национального первенства, который не побит до сих пор — свои команды пришли поддержать 118 567 человек[3].
- Футболист Альфи Конн является единственным игроком в истории шотландского футбола, сумевшим выиграть золотые медали чемпионата Шотландии, как с «Селтиком», так и с «Рейнджерс»[3].
- Лучший бомбардир «Рейнджерс» в дерби «Старой Фирмы» — бывший нападающий «джерс» Алли Маккойст, за период с 1983 по 1998 год он 27 раз огорчал вратарей «Селтика». Такое же количество мячей в «Old Firm» забил форвард «бело-зелёных» Джимми Макгрори[3].
- 5 сентября 1931 года в матче дерби в столкновении с нападающим «Рейнджерс» Сэмом Инглишем 22-летний вратарь «Селтика» Джон Томсон получил травмы несовместимые с жизнью. Во время поединка голкипер бросился за мячом в ноги форварду «джерс», вышедшему один на один. Инглиш не смог погасить свою скорость и по инерции попал коленом в висок Томсону. В больнице «Виктория», куда доставили футболиста, был вынесен страшный диагноз — перелом основания черепа вкупе с рваной раной теменной стороны головы. Во время многочасовой операции врачи обнаружили два осколка кости, повредившие мозг вратаря. Томсон скончался в 9:25 по среднеевропейскому времени, не приходя в сознание[5].